# Landry
Landry ist eine französische Gemeinde mit 810 Einwohnern (Stand 1. Januar 2022) im Département Savoie in der Region Auvergne-Rhône-Alpes.

## Geographie
Landry befindet sich in dem Tal der Isère innerhalb der Tarentaise zwischen den Ortschaften Aime und Bourg-Saint-Maurice. Hier mündet der Ponturin in die Isère. Zu der Gemeinde gehören neben dem Hauptort die Ortschaften le Villard, le Chêne, le Martorey, le Marterey, la Vinerie und le Parchet, die in einer Höhe zwischen 700 m und 1000 m liegen.

## Bevölkerungsentwicklung
| Jahr      | 1962 | 1968 | 1975 | 1982 | 1990 | 1999 | 2007 | 2018 |
| Einwohner | 410  | 363  | 314  | 356  | 490  | 628  | 718  | 821  |

## Sehenswürdigkeiten
- Barockkirche Saint-Michel, 1687 errichtet

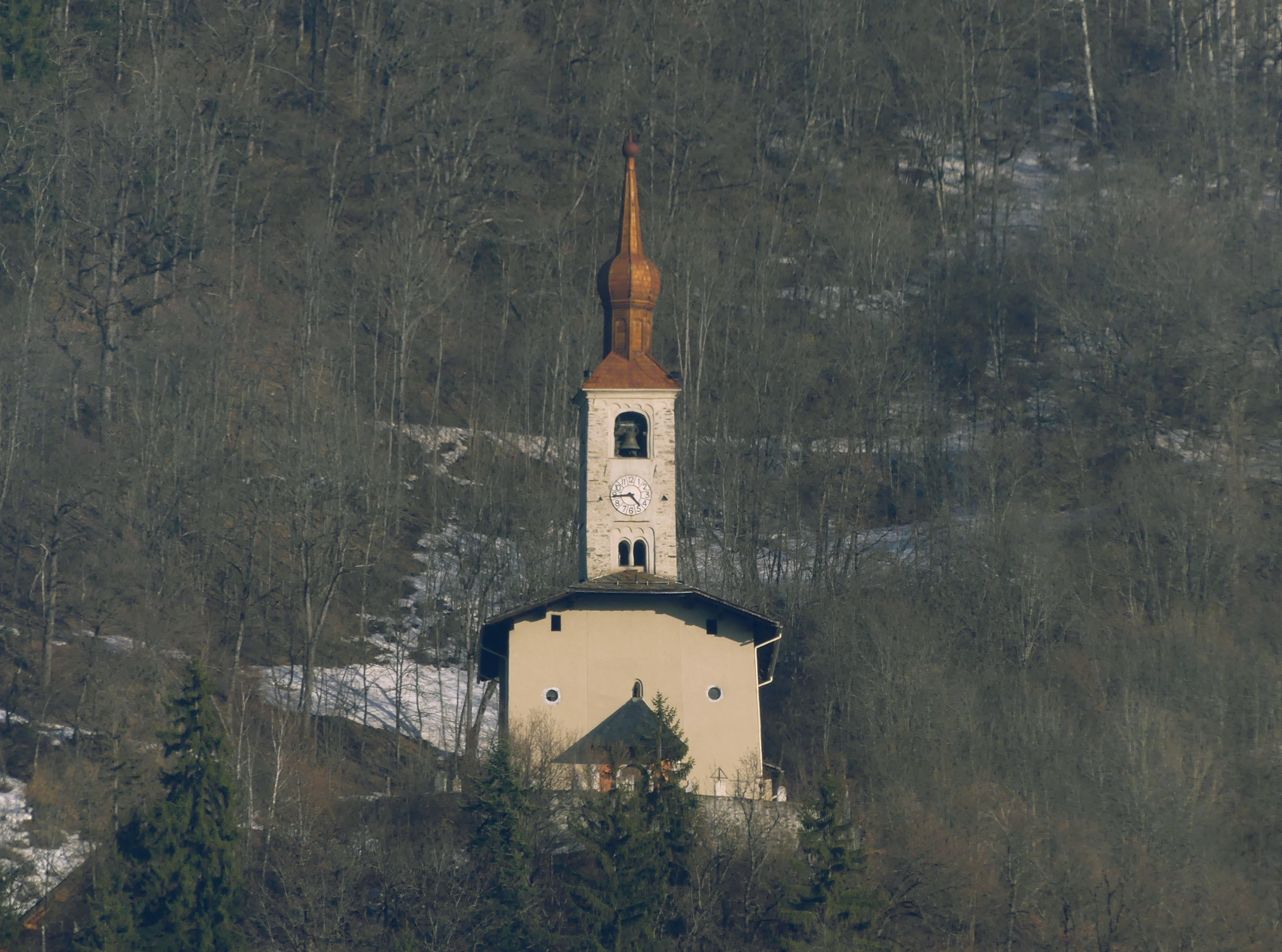
Kirche Saint-Michel

## Sport
Oberhalb von Landry befindet sich im Süden die Wintersportstation Peisey-Vallandry.
Sie besteht aus den Teilen «Vallandry», das 1986 eröffnet wurde und aus «Plan Peisey», das wesentlich älter ist und zur Nachbargemeinde Peisey-Nancroix gehört.
Peisey-Vallandry bildet zusammen mit Les Arcs und La Plagne den Skipassverbund Paradiski.

## Verkehr

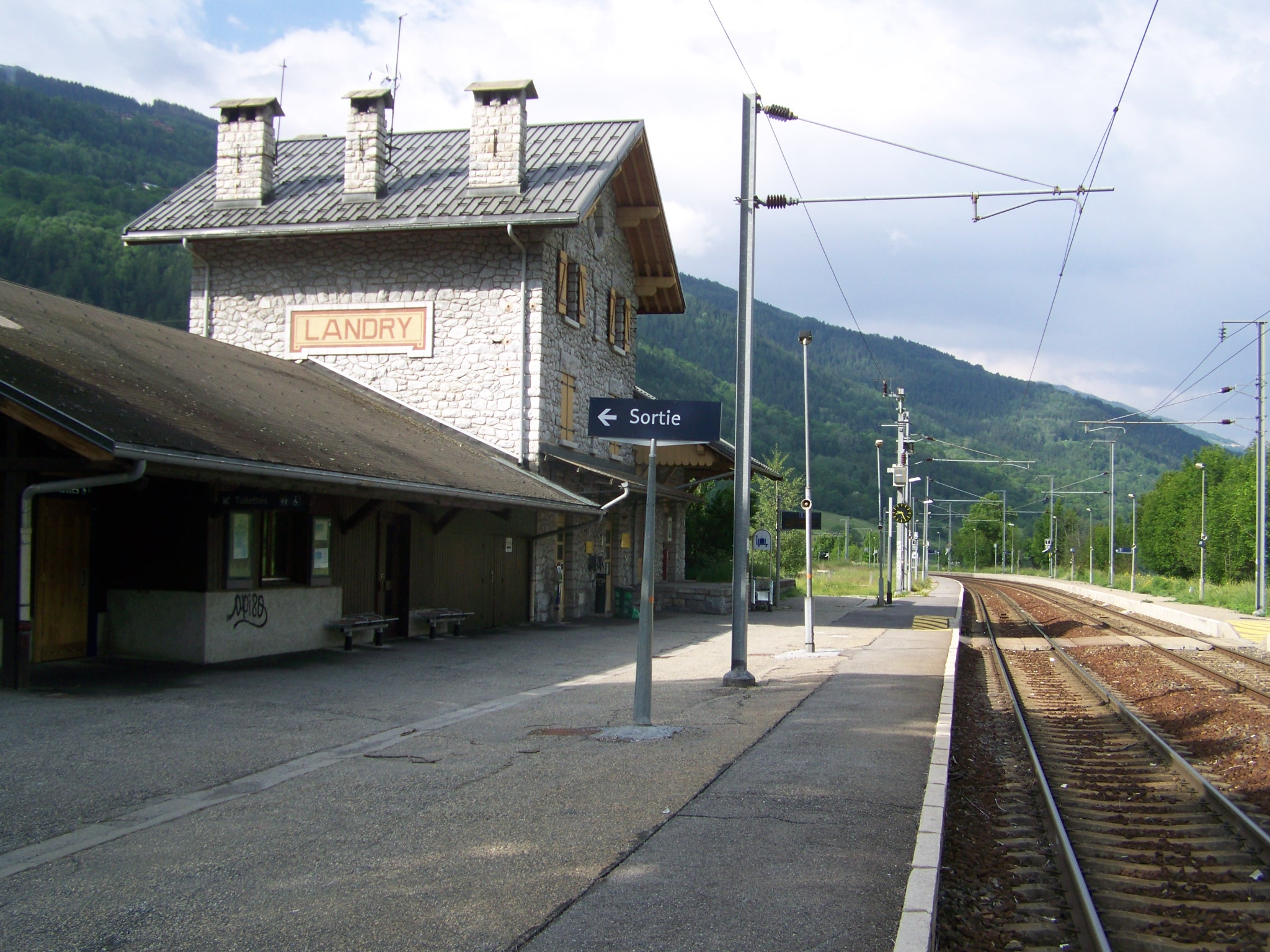
Bahnhof von Landry

Landry hat einen eigenen SNCF-Bahnhof an der Bahnstrecke Saint-Pierre-d’Albigny–Bourg-Saint-Maurice, an dem sowohl Regional- als auch TGV-Züge halten. Von dort aus gibt es einen Busverkehr zu den benachbarten Skistationen. Landry ist der letzte Halt vor der Endstation in Bourg-Saint-Maurice.